# 鸭塘铺乡
鸭塘铺乡，是中华人民共和国湖南省株洲市攸县下辖的一个乡镇级行政单位。

## 行政区划
鸭塘铺乡下辖以下地区：
洪家洲村、泥脚巷村、茅坪村、黄双桥村、邱家垅村、牛头湖村、奥林村、桐坝村、杨木港村和阴山港村。